# Nomadness
Nomadness ist ein Musikalbum von den Strawbs.
Nomadness erschien 1975 bei A&M Records und wird den Genres Progressive Rock und Folk-Rock zugerechnet. Es ist das achte Studioalbum der Strawbs und das letzte, das bei A&M Records erschien. Nomadness wurde Juni/Juli 1975 aufgenommen und erschien noch im gleichen Jahr, andere Quellen geben aber auch 1976 als Erscheinungsjahr an.

## Musikstil
Erstmals seit Dragonfly (1970) – und bis zum Eintritt von Andy Richards 1978 – wurde ein Album ohne festen Keyboarder aufgenommen. Die Länge der Lieder beträgt unter fünf Minuten, im Gegensatz zu den früheren Alben, wodurch Nomadness einen leichteren, weniger epischen Charakter erhält. Als Komponist steht wiederum Cousins im Vordergrund.
Wieder einmal wurden zahlreiche Gastmusiker an den Aufnahmen beteiligt.
Die Kritik kommentierte:
"Dieses Chamäleon von einem Album klingt eher nach 10 verschiedenen Bands auf einer Sammlung als nach einem gemeinsamen Einsatz der Strawbs..."

## Mitwirkende
soweit nicht oben erwähnt
- Tony Carr – Congas
- Jack Emblow – Akkordeon
- Tommy Eyre – Piano, Clavinet, Synthesizer
- John Lumley-Saville – Synthesizer
- John Mealing – Piano, Orgel, E-Piano
- Rick Wakeman – elektrisches Cembalo
- Tom Allom – Zymbal

## Titelliste
1. To Be Free (Dave Cousins) – 4:17
2. Little Sleepy (Dave Lambert) – 4:10
3. The Golden Salamander (Cousins) – 4:57
4. Absent Friend (How I Need You) (Cousins) – 4:42
5. Back on the Farm (Cousins) – 2:45
6. So Shall Our Love Die? (Cousins) – 3:39
7. Tokyo Rosie (Cousins) – 2:48
8. A Mind of My Own (Rod Coombes) – 4:33
9. Hanging in the Gallery (Cousins) – 4:32
10. The Promised Land (Chas Cronk) – 4:07

### Bonustracks
Die CD-Ausgabe von 2008 enthält auch:
1. Still Small Voice (Cousins) – 2:27
2. It’s Good to See the Sun (Cousins) – 4:05

## Veröffentlichungen
- 1975 LP A&M Records UK, Katalognr. AMLH 68331, Großbritannien
- 1975 LP A&M Records USA, Katalognr. SP 4544, USA
- 2008 CD Neuauflage mit 2 Bonustracks A&M Records, Katalognr. 75302822

Die Strawbs-Webseite erwähnt ferner zwei illegal auf dem Markt erschienene CDs:
- Groove Master – Bootleg von einer LP, dazu Demos, Studio-Outtakes und einige unveröffentlichte Stücke von Dave Lambert/Fire[2]
- PL 517 (Progressive Line) – Standard-Jewelcase-CD mit rudimentärem Booklet (siehe Jewelcase), vermutlich Bootleg von einer Musikkassette.